# Phrynoidis
Genre
Phrynoidis est un genre d'amphibiens de la famille des Bufonidae.

## Répartition
Les deux espèces de ce genre se rencontrent en Asie du Sud-Est.

## Liste d'espèces
Selon Amphibian Species of the World (16 avril 2013) :
- Phrynoidis aspera (Gravenhorst, 1829)
- Phrynoidis juxtaspera (Inger, 1964)

## Publication originale
- Treitschke, 1842 : Naturhistorisher Bildersaal des Thierreiches. Dritter Band.